# Estadio Olímpico de Pieonchang
El Estadio Olímpico de Pieonchang (del coreano: '평창 올림픽 스타디움') es un estadio multiusos temporal de Pieonchang, Corea del Sur. Fue inaugurado en 2017 y fue sede de la ceremonia de apertura y clausura de los Juegos Olímpicos de Invierno, Pieonchang 2018.
Los organizadores de los Juegos Olímpicos originalmente no pensaban construir un estadio olímpico, al hecho de que no tenían previsto construir ninguna infraestructura extra para ningún evento, y originalmente se planeaba realizar la ceremonia de apertura y clausura en el estadio de esquí de Alpensia. Pero se temía que estas podrían interrumpir los entrenamientos y las preparaciones para las competenciasy también por el frío extremo del lugar lo que resultando en la construcción de un estadio exclusivo para las ceremonias de apertura y clausura de los Juegos Olímpicos y Paralímpicos. Como el condado de Pyeongchang solamente tiene una población permanente de 45.000 habitantes, se decidió que el estadio sea temporal, para evitar una gran inversión negativa.
Una vez finalizados los juegos, las gradas se desmontaran, mientras que el edificio permanente eres un centro de exhibiciones multi propósitos y un museo dedicado a los Juegos Olímpicos.
Si bien es inusual que se utilice un estadio olímpico temporal, no es la primera vez que sucede, ya que para los Juegos Olímpicos de Invierno de 1992 también se utilizó un estadio olímpico temporal.

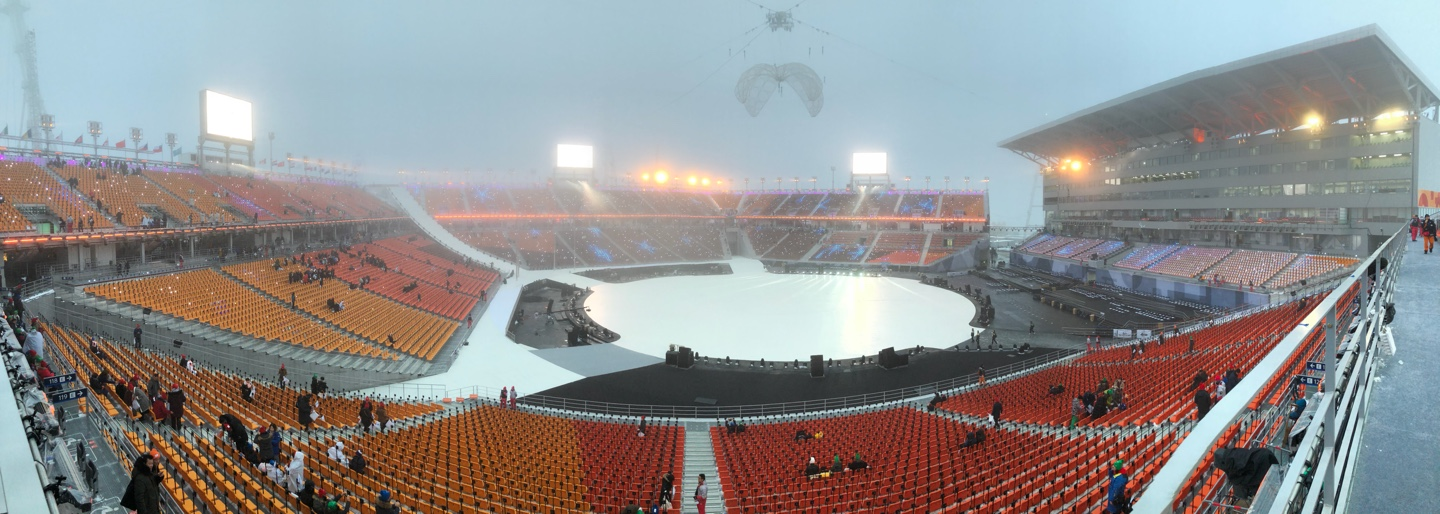
Panorámica del estadio.